# Richard R. Kenney
Richard R. Kenney (Laurel, 1856. szeptember 9. – Dover, 1931. augusztus 14.) az Amerikai Egyesült Államok szenátora (Delaware, 1897–1901).

## Élete
Kenney a delaware-i Laurelben született. Állami iskolákba és a Laurel Akadémiára járt, majd 1878-ban diplomázott a New York-i Genfben található Hobart College-ban. Ezt követően jogot tanult, 1881-ben felvették az ügyvédi kamarába, és a delaware-i Doverben kezdett praktizálni.

## Szakmai és politikai karrier
Kenney 1879-től 1881-ig állami könyvtáros volt. Emellett 1880-tól 1889-ig a Nemzeti Gárda kapitánya, 1887-től 1891-ig pedig az állam főadjutánsa volt. 1896-ban a Demokrata Nemzeti Bizottság tagja lett.
Az Amerikai Egyesült Államok szenátusába 1897. január 19-én választották be. Ő töltötte be az 1895. március 4-én kezdődő mandátum megüresedett helyét, amelyet a folyamatban lévő Addicks-vita okozott. Ebben a ciklusban az 54., 55. és 56. kongresszusban a demokrata kisebbséggel együtt szolgált. A demokraták nem tudták biztosítani újraválasztását 1901-ben, és a képviselői hely ismét megüresedett. Összesen 1897. január 19-től 1901. március 4-ig, William McKinley amerikai elnök kormányzása idején töltötte be ezt a tisztséget.
Hivatali idejét követően Kenney folytatta ügyvédi tevékenységét Doverben. Később, az első világháború alatt a főbírói osztályon szolgált. 1921-ben a delaware-i képviselőház tanácsosává választották, Kent megye adóügyi bírósága ügyésznek választotta, és az állami ellátási tanács tagjává nevezték ki. Emellett 1913-tól 1929-ig az állami közbirtokossági bizottság tagja és titkára volt.

## Halála és hagyatéka
Kenney Doverben halt meg, és a Christ Episcopal Church temetőben lett eltemetve.